# Cardinal-évêque

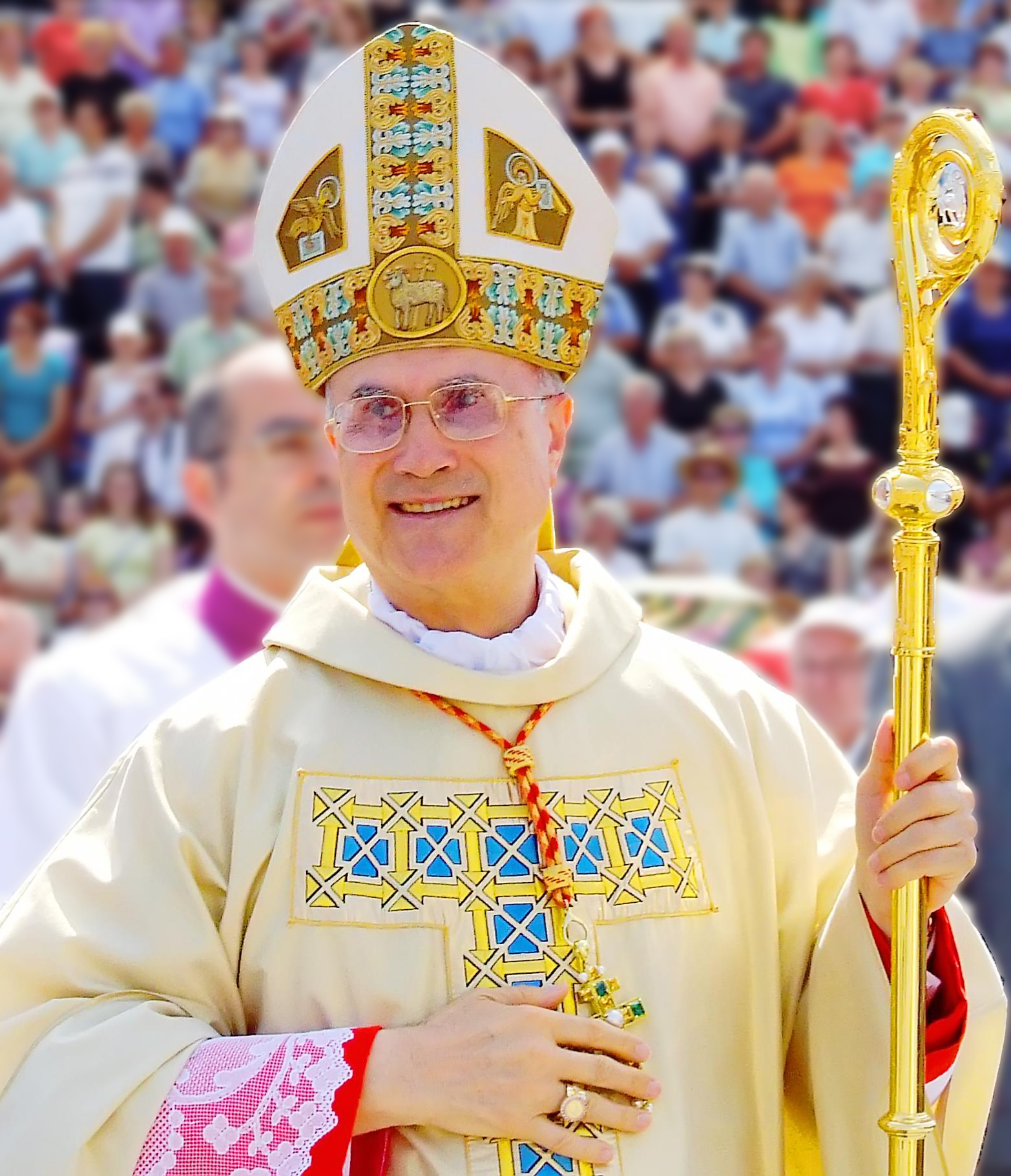
Tarcisio Bertone, l'un des cardinaux-évêques actuels.

Un cardinal-évêque est un cardinal titulaire d'un diocèse suburbicaire. Il s'agit du plus élevé des trois ordres au sein du collège cardinalice. 

## Évolution du sens du mot
A l'époque moderne, la plupart des cardinaux sont aussi évêques, le titre réfère uniquement à ceux qui se voient attribuer l'un des sept diocèses suburbicaires situés autour de celui de Rome. 
À l'époque contemporaine, les cardinaux-évêques sont choisis par le pape parmi les cardinaux des deux autres ordres (cardinaux-prêtres et cardinaux-diacres), mais jadis un évêque pouvait être créé directement cardinal-évêque.

## Diocèses suburbicaires
Il existe sept diocèses suburbicaires : 
- Albano,
- Frascati,
- Palestrina,
- Porto-Santa Rufina,
- Sabina-Poggio Mirteto,
- Velletri-Segni,
- Ostie.

Il y avait à l'origine huit cardinaux-évêques ; cependant, les sièges de Porto et Santa Rufina sont unis en un seul depuis 1119. Les sièges de Velletri et Ostie étaient unis depuis 1150 mais, lorsque le pape Pie X les a séparés en 1914, il a décrété que le siège d'Ostie serait attribué au doyen du Collège des cardinaux et cumulé avec le siège que le cardinal possédait au moment de sa nomination. Ainsi, les cardinaux-évêques sont seulement au nombre de six, auxquels viennent s'ajouter les cardinaux-patriarches,.
Depuis 1962, les cardinaux-évêques n'ont qu'une relation titulaire avec leur siège suburbicaire, sans aucun pouvoir de gouvernance sur lui. Chacun de ces sièges a son propre évêque diocésain, à l'exception de celui d'Ostie, pour lequel le cardinal-vicaire du diocèse de Rome désigne un administrateur apostolique.
Jusqu'au milieu du XXe siècle, les cardinaux-prêtres les plus anciens pouvaient occuper les postes devenus vacants parmi les cardinaux-évêques, de la même manière que les cardinaux-diacres peuvent encore aujourd'hui opter pour le titre de cardinal-prêtre après dix années. Depuis lors, l'élévation au titre de cardinal-évêque relève de la seule décision du pape.
Entre le 2 décembre 2014 et le 26 juin 2018, il n'y avait plus, pour la première fois de l'histoire, de cardinaux-évêques en âge de participer à un conclave. Dans cette configuration, cela aurait été le cardinal-patriarche, le maronite Bechara Boutros Rahi, qui aurait assumé, selon l'ordre de préséance, les fonctions de doyen et la présidence. Mais le pape François fait publier un rescrit le 26 juin 2018 qui élève les cardinaux Pietro Parolin, Leonardo Sandri, Marc Ouellet et Fernando Filoni au rang des cardinaux-évêques sans diocèse suburbicaire, dérogeant ainsi au code de droit canon dans ses canons 350 §§ 1-2 et 352 §§ 2-3. Ce serait ainsi le cardinal Leonardo Sandri qui assumerait les fonctions de doyen et président du conclave.  De même le 1er mai 2020, le cardinal Luis Antonio Tagle a été élevé au rang des cardinaux évêques sans que ne lui soit attribué un des diocèses suburbicaires.

## Doyen des cardinaux-évêques
Autrefois, le privilège d'élection papale n'était pas réservé aux cardinaux et, pendant des siècles, l'élu était habituellement un prêtre romain et jamais un évêque. Pour préserver le rite de la succession apostolique, sa consécration comme évêque devait être effectuée par un prélat qui était déjà un évêque. Si le pape élu n'est pas encore évêque, il est consacré par le doyen du Collège des cardinaux, le cardinal-évêque d'Ostie.
Le doyen du Collège des cardinaux, le primus inter pares du Collège des cardinaux, est élu par les cardinaux-évêques titulaires de sièges suburbicaires et parmi eux ; cette élection doit cependant être approuvée par le pape. Autrefois, le poste de doyen revenait au cardinal-évêque le plus ancien à ce titre.

## Cardinaux-évêques actuels

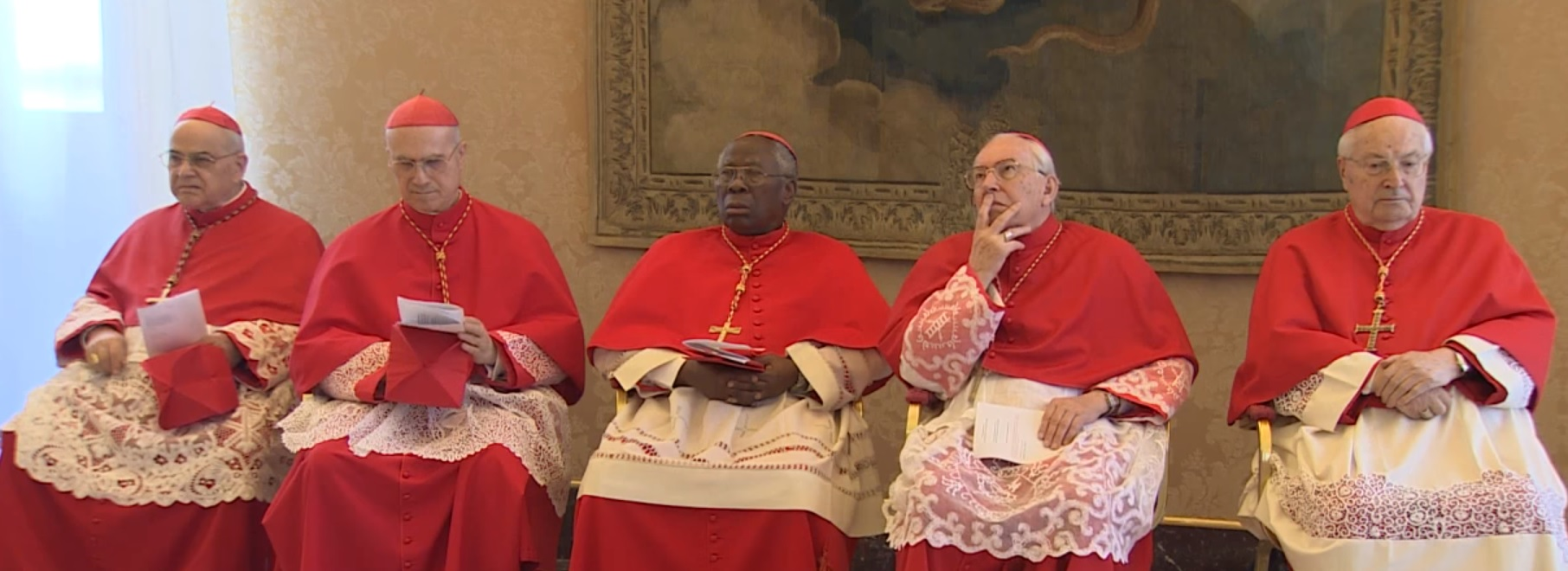
Les cardinaux évêques (manque le cardinal Roger Etchegaray à ce moment-là) pendant le consistoire ordinaire public du 20 avril 2017 au Vatican.

Les cardinaux-évêques actuels des diocèses suburbicaires sont :
- Giovanni Battista Re, cardinal-évêque d'Ostie et de Sabina-Poggio Mirteto, doyen du Collège des cardinaux, préfet émérite de la Congrégation pour les évêques ;
- Francis Arinze, cardinal-évêque de Velletri-Segni, préfet émérite de la Congrégation pour le culte divin et la discipline des sacrements ;
- Tarcisio Bertone, cardinal-évêque de Frascati, ancien cardinal secrétaire d'État et ancien camerlingue ;
- José Saraiva Martins, cardinal-évêque de Palestrina, préfet émérite de la Congrégation pour les causes des saints ;
- Beniamino Stella, cardinal-évêque de Porto-Santa Rufina, préfet émérite de la congrégation pour le clergé ;
- Luis Antonio Tagle, cardinal-évêque d'Albano, pro-préfet du dicastère pour l'évangélisation.

Et les cardinaux-évêques sans diocèse suburbicaire sont :
- Leonardo Sandri, vice-doyen du collège des cardinaux, ancien préfet de la Congrégation pour les Églises orientales ;
- Pietro Parolin, cardinal secrétaire d'État ;
- Marc Ouellet, ancien préfet de la congrégation pour les évêques ;
- Fernando Filoni, grand maître de l'ordre équestre du Saint-Sépulcre de Jérusalem ;

### Patriarches cardinaux
Les patriarches des Églises catholiques orientales qui sont nommés cardinaux ont, depuis 1965, un statut spécial. Le pape Paul VI a décrété dans son motu proprio Ad Purpuratorum Patrum du 11 février 1965 qu'ils feraient également partie de l'ordre épiscopal. Ils sont intégrés à l'ordre des cardinaux-évêques, quoiqu'au-dessous d'eux hiérarchiquement. Ils ne font cependant pas partie du clergé de Rome et ne reçoivent donc aucun évêché, titre ou diaconie. Ils ne peuvent élire le doyen ou être élus eux-mêmes à ce titre. 
Il existe actuellement deux patriarches du rite oriental qui ont rang de cardinaux-évêques :
- Bechara Boutros Rahi, patriarche d'Antioche des Maronites ;
- Louis Raphaël Ier Sako, patriarche de Babylone des chaldéens.